# Obviously 5 Believers
«Obviously 5 Believers» (en español, "Obviamente 5 creyentes") es una canción compuesta por el cantante estadounidense Bob Dylan. Fue incluida en el álbum Blonde on Blonde, editado el 16 de mayo de 1966.